# Häglinge kyrka
Häglinge kyrka är en kyrkobyggnad i Häglinge.Den har väggar av putsad natursten och är täckt av ett sadeltak.Kyrkan tillhör Sösdala församling i Lunds stift. Den ersatte 1877 en medeltida kyrka som, med biskop Wilhelm Flensburgs ord, blivit "mycket bristfällig och till utrymmet otillräcklig". Kyrkan har plats för 1 000 personer. Den nya kyrkan byggdes efter ritningar av Johan Fredrik Åbom. Åboms ritningar var baserade på ritningar av byggmästaren Peder Christian Sörensen i Lund. Tidigare hade Helgo Zettervall år 1871 gjort upp ritningar till en ny kyrka i latinsk korsform för 31 000 rdr men de hade förkastats såsom varande för dyra av församlingen. Byggmästare för kyrkan var kände Nils Andersson från Malmö.
Kyrkan med orgel invigdes den 28 oktober 1877 av biskop Flensburg. Han biträddes av kyrkoherdarna Bokander, Trägårdh, Pettersson, Sjöström och Edeström. 

## Inventarier

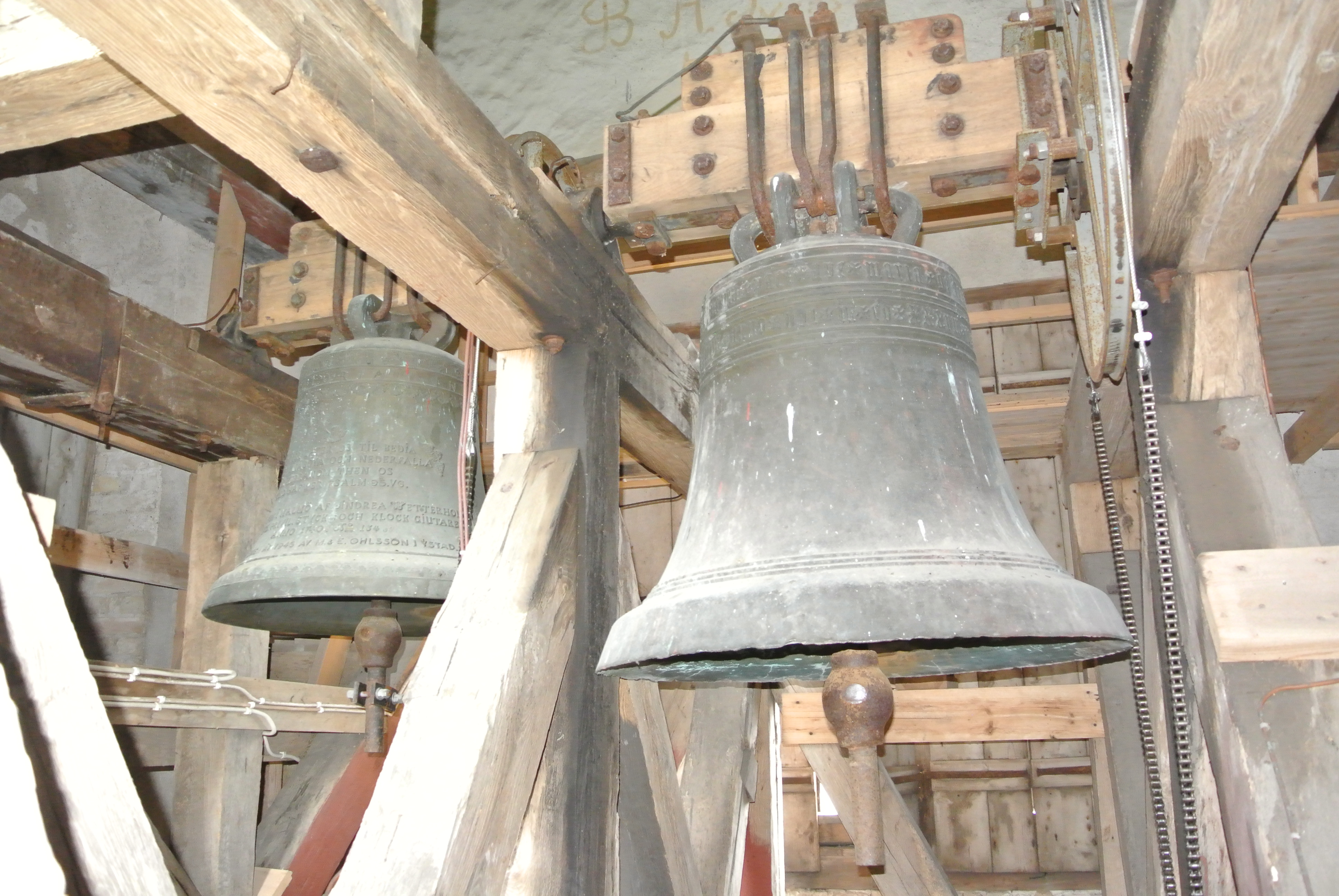
Klockorna. Till höger hänger storklockan från 1438

Delar av den gamla kyrkans altaruppsats från mitten av 1700-talet, av Johan Ullberg, utgör altarprydnad i den nya kyrkan. Den föreställer Kristus på korset med Johannes och Maria nedanför. Altaret flankeras av figurer av Sankt Olof och Sankt Johannes från ett altarskåp från 1500-talet.

### Orgel
- 1877 byggde Anders Victor Lundahl, Malmö en orgel med 8 stämmor.
- Den nuvarande orgeln byggdes 1955 av Olof Hammarberg, Göteborg och är en pneumatisk orgel. Den har fria kombinationer, fasta kombinationer och automatisk pedalväxling.

| Huvudverk I   | Svällverk II      | Pedal         | Koppel |
| Principal 8´  | Rörflöjt 8´       | Subbas 16´    | I/P    |
| Gedakt 8'     | Gemshorn 4'       | Gedaktbas 8´  | II/P   |
| Octava 4'     | Kvintadena 4'     | Koralbas 4'   | II/I   |
| Hålflöjt 4'   | Principal 2'      | Nachthorn 2'  |        |
| Kvinta 2 2/3' | Blockflöjt 2'     | Mixtur 3 chor |        |
| Flagflöjt 2'  | Ters 4/5'         | Trumpet 8'    |        |
| Mixtur 4 chor | Scharf 2 chor     |               |        |
| Dulcian 16'   | Krumhorn 8'       |               |        |
|               | Crescendosvällare |               |        |